# Джахра (Кувейт)
Джахра (араб. الجهراء‎) — губернаторство (мухафаза) в Кувейте.
- Административный центр — Эль-Джахра[1].
- Площадь — 12 130 км², население — 454 836 человека (2010 год).

## География
Расположено на северо-западе страны, самое большое губернаторство в Кувейте. Содержит большую часть пахотной земли Кувейта.
На юго-востоке граничит с губернаторствами Асама, Ахмади и Фарвания, на юге с Саудовской Аравией, на западе и севере с Ираком. На востоке омывается водами Персидского залива. В состав провинции входит остров Бубиян.

## Административное деление
В состав губернаторства входят районы:
- Амгара[араб.]
- Доха[араб.]
- Мутлаа
- Сулайбия
- Тайма
- Эль-Аюн[араб.]
- Эль-Ваха[араб.]
- Эль-Джахра
- Эль-Каср
- Эн-Наим[араб.]
- Эн-Насим[араб.]
- Эс-Сабия